# Reggie Fils-Aimé
Reginald "Reggie" Fils-Aimé (Nova Iorque, 25 de março de 1961) era o presidente e o diretor de operações da Nintendo of America, a divisão responsável pela América do Norte da empresa japonesa Nintendo. Antes de sua promoção, Fils-Aime era o vice-presidente executivo de vendas e marketing. Ficou famoso entre os jogadores após sua apresentação na conferência anual E3 de 2004.
Reggie Fils-Aime nasceu de imigrantes haitianos que se mudaram para os Estados Unidos, devido ao conflito de opiniões políticas com seus avôs. Ele se formou no ensino médio pela Brentwood High School e foi aceito a Universidade Cornell em 1979.
Reggie se aposentou como Presidente da Nintendo of America em abril de 2019, e Doug Bowser foi anunciado como seu sucessor.